# Bernardo de Vargas Machuca
Bernardo de Vargas Machuca (Simancas, 1555 - Madri, 1622) foi um soldado, escritor, naturalista, veterinário e conquistador espanhol.

## Biografia
Bernardo de Vargas Machuca nasceu em Simancas, uma cidade na atual província de Valladolid, em 1555 (algumas fontes dizem 1557). Filho de Juan Vargas, guardião do castelo daquela cidade, e Angela de Soto. Completou seus estudos na cidade de Valladolid, alistando-se ainda muito jovem no Exército Espanhol. Ele serviu na Itália e na colonização das Américas. Durante sua estadia no continente americano, Machuca viveu em Bogotá, capital do Novo Reino de Granada e atual capital da Colômbia. 

Após aposentar-se da carreira militar, Machuca se estabeleceu na nova capital da Monarquia Hispânica, Madri. Durante este período, ele escreveu e publicou várias obras nas quais coletou suas impressões e pesquisas sobre a América espanhola, incluindo Milicia y descripción de las Indias (A Milícia Indiana e Descrição das Índias) em 1599, também conhecido como Milicia Indiana, um manual destinado a oficiais espanhóis servindo no Novo Mundo.

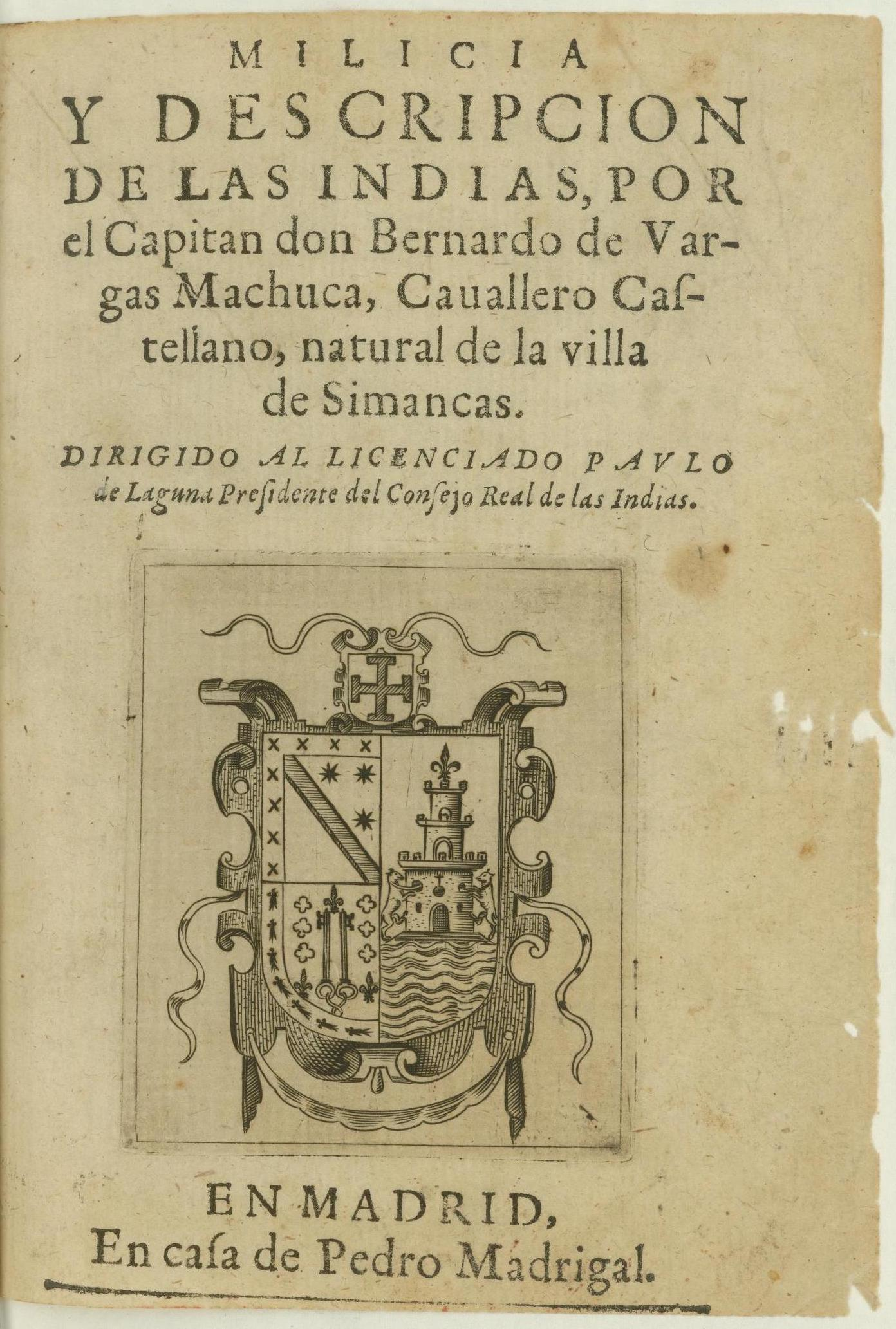
Frontispício do livro Milicia Y Descripcion De Las Indias (Milícia e Descrição das Índias), de Bernardo Vargas de Machuca (1599).

Ele publicou Compendio y Doctrina Nueva de la Gineta (Compêndio e Nova Doutrina da Gineta), em 1621. Um dos principais estudos sobre a equitação Jineta da época, dedicado ao Conde Alberto Fúcar (Albert Fugger), membro da Casa Fugger alemã. Machuca também publicou outro ensaio, escrito por volta de 1603, intitulado Defensa de la conquista de las Indias (Defesa da Conquista das Índias), no qual refuta e rejeita as ideias e argumentos expostos pelo frei Bartolomeu de las Casas em sua obra Um Breve Relato da Destruição das Índias (1552), embora nunca tenha sido publicado. Ele morreu na capital espanhola em 1622.

## Trabalhos
- Milicia y descripcion de las Indias (Milícia e Descrição das Índias), também conhecido como Milicia Indiana; 1599
- Libro de exercicios de la gineta (Livro de Exercícios da Gineta), 1600 [7]
- Defensa de la conquista de las Indias (Defesa da Conquista das Índias), 1603
- Compendio y doctrina nueva de la Gineta (Compêndio e Nova Doutrina da Gineta), 1621